# Campeonato Asiático de Atletismo de 2015 - 5000 m feminino
A prova dos 5000 metros feminino do Campeonato Asiático de Atletismo de 2015 foi disputada no dia 4 de junho de 2015 no Wuhan Stadium em Wuhan, na China. 

## Recordes
Antes desta competição, os recordes mundiais e do campeonato nesta prova eram os seguintes:
|                       | Nome             | Nacionalidade          | Tempo      | Local  | Data                  |
| --------------------- | ---------------- | ---------------------- | ---------- | ------ | --------------------- |
| Recorde mundial       | Tirunesh Dibaba  | Etiópia                | 14m 11s 15 | Oslo   | 6 de junho de 2008    |
| Recorde do campeonato | Betlhem Desalegn | Emirados Árabes Unidos | 15m 12s 84 | Pune   | 7 de julho de 2013    |
| Recorde asiático      | Bo Jian          | China                  | 14m 28s 09 | Xangai | 23 de outubro de 1997 |

## Medalhistas
| Ouro                      | Prata               | Bronze           |
| Alia Saeed Mohammed (UAE) | Daria Maslova (KGZ) | Mao Kiyota (JPN) |

## Cronograma
Todos os horários são locais (UTC+8)
| Data       | Hora  | Evento |
| ---------- | ----- | ------ |
| 4 de junho | 16:50 | Final  |

## Final
A final da prova ocorreu dia 4 de julho às 16:50. 
| Posição           | Atleta              | Nacionalidade          | Tempo    | Notas            |
| ----------------- | ------------------- | ---------------------- | -------- | ---------------- |
| 1                 | Betlhem Desalegn    | Emirados Árabes Unidos | 15:25.15 | DQ               |
| Medalha de ouro   | Alia Saeed Mohammed | Emirados Árabes Unidos | 15:28.74 |                  |
| Medalha de prata  | Daria Maslova       | Quirguistão            | 15:42.82 | Recorde pessoal  |
| Medalha de bronze | Mao Kiyota          | Japão                  | 15:49.99 |                  |
| 4                 | Risa Kikuchi        | Japão                  | 16:04.39 |                  |
| 5                 | Li Zhixuan          | China                  | 16:07.05 |                  |
| 6                 | Xu Qiuzi            | China                  | 16:16.66 |                  |
| 7                 | Marina Khmelevskaya | Uzbequistão            | 16:43.20 |                  |
| 8                 | Heng Mey Jou        | Camboja                | 20:42.99 | Recorde nacional |
| 09 !              | Mimi Belete         | Bahrein                | DNS      |                  |

Legenda
| Recorde mundial       | Recorde mundial (World record)               |                       | Recorde africano                      | Recorde africano (African) |                                           | Q | Classificado por posição (Qualified) |
| Recorde do campeonato | Recorde do campeonato (Championship record)  | Recorde da América    | Recorde da América (Americas)         | q                          | Classificado por melhor tempo (Qualified) |   |                                      |
| Melhor marca do ano   | Melhor marca do ano (World leading)          | Recorde asiático      | Recorde asiático (Asian)              | DNS                        | Não largou (Did not start)                |   |                                      |
| Recorde nacional      | Recorde nacional (National record)           | Recorde europeu       | Recorde europeu (European)            | DNF                        | Não terminou (Did not finish)             |   |                                      |
| Recorde pessoal       | Recorde pessoal do atleta (Personal best)    | Recorde da Oceania    | Recorde da Oceania (Oceania)          | DSQ / DQ                   | Desclassificado (Disqualified)            |   |                                      |
| Recorde da temporada  | Recorde da temporada do atleta (Season best) | Recorde sul-americano | Recorde sul-americano (South America) | NM                         | Sem marca (No mark)                       |   |                                      |